# Liste der denkmalgeschützten Objekte in Wien/Währing
Die Liste der denkmalgeschützten Objekte in Wien-Währing enthält die 97 denkmalgeschützten unbeweglichen Objekte des 18. Wiener Gemeindebezirks Währing.

## Denkmäler
| Foto |                 | Denkmal | Standort                                                  | Beschreibung | Metadaten |
| ---- | --------------- | --- | --------------------------------------------------------- | --- | --- |
| ja   | Datei hochladen | Wohnhausanlage der Gemeinde Wien (Rudolf-Sigmund-Hof) und Zierbrunnen HERIS-ID: 48838 Objekt-ID: 52394 Wiener Wohnen: 1311                       | Alsegger Straße 46–48 Standort KG: Gersthof               | Dieser Gemeindebau wurde von 1930 bis 1931 nach Plänen von Karl und Wilhelm Schön erbaut. Markant ist der „geknickte“ Eckturm zur Gersthofer Straße hin. Im Hof befindet sich ein Zierbrunnen mit Rehgruppe des Bildhauers Rudolf Schmidt aus dem Jahr 1931. Anmerkung: Identadressen Gersthofer Straße 75–77, Hockegasse 1–5 sowie 2–4. | BDA-Hist.: Q38032034 Status: § 2a Stand der BDA-Liste: 2025-06-30 Name: Wohnhausanlage der Gemeinde Wien und Zierbrunnen GstNr.: 102/36 Rudolf-Sigmund-Hof                                                                                   |
| ja   | Datei hochladen | Straßenbrücke, Dürwaring-Brücke HERIS-ID: 63665 Objekt-ID: 76351                                                                                 | bei Bastiengasse 77 Standort KG: Gersthof                 | Die historistisch-secessionistische Stahlbetonbogenbrücke über die Scheibenbergstraße wurde 1910 nach Plänen von Franz Krauß errichtet. | BDA-Hist.: Q38103990 Status: § 2a Stand der BDA-Liste: 2025-06-30 Name: Straßenbrücke, Dürwaring-Brücke GstNr.: 326/3 Dürwaringbrücke |
| ja   | Datei hochladen | Gersthofer Pfarrkirche hl. Leopold HERIS-ID: 48835 Objekt-ID: 52391                                                                              | Bischof-Faber-Platz Standort KG: Gersthof                 | Die römisch-katholische, neugotische Hallenkirche wurde 1887–1891 nach Plänen von Richard Jordan erbaut. Sie ist ein schlichter, symmetrischer Sichtziegelbau mit mächtigem Fassadenturm. | BDA-Hist.: Q1298889 Status: § 2a Stand der BDA-Liste: 2025-06-30 Name: Gersthofer Pfarrkirche hl. Leopold GstNr.: 687/2 Gersthofer Pfarrkirche                                                                                               |
| ja   | Datei hochladen | Volksschule HERIS-ID: 48837 Objekt-ID: 52393 | Bischof-Faber-Platz 1 Standort KG: Gersthof               | Identadresse Alsegger Straße 45–49. Dieser Monumentalbau im Secessionsstil und Neoempire wurde 1901 durch das Wiener Stadtbauamt (Architekt: Georg Löwitsch) erbaut. Er weist Lisenengliederung sowie Lorbeer- und Muscheldekor in den Fensterlunetten auf. Zum Bischof-Faber-Platz hin befindet sich ein Relief Die fünf Sinne. | BDA-Hist.: Q38032026 Status: § 2a Stand der BDA-Liste: 2025-06-30 Name: Volksschule GstNr.: 601 |
| ja   | Datei hochladen | Miethaus HERIS-ID: 62686 Objekt-ID: 75260 | Bischof-Faber-Platz 2 Standort KG: Gersthof               | Das neugotische Zinshaus wurde wie die Häuser 3, 4 und 5 nach Plänen von Adolf Rossi um 1900 erbaut. | BDA-Hist.: Q38100831 Status: § 2a Stand der BDA-Liste: 2025-06-30 Name: Miethaus GstNr.: 160/50 |
| ja   | Datei hochladen | Pfarrhof HERIS-ID: 48832 Objekt-ID: 52388 | Bischof-Faber-Platz 7 Standort KG: Gersthof               | Der Pfarrhof der Gersthofer Pfarrkirche mit schlichter Sichtziegelfassade wurde 1898 nach Plänen von Josef Schmalzhofer erbaut. | BDA-Hist.: Q38032011 Status: § 2a Stand der BDA-Liste: 2025-06-30 Name: Pfarrhof GstNr.: 665/3 |
| ja   | Datei hochladen | Wohnhaus HERIS-ID: 14211 Objekt-ID: 10442 | Czartoryskigasse 5 Standort KG: Gersthof                  | Das späthistoristisch-secessionistische Wohnhaus wurde 1911–1912 nach Plänen des Architekten Fritz Keller für den Schriftsteller Fritz von Herzmanovsky-Orlando erbaut. | BDA-Hist.: Q37742677 Status: Bescheid Stand der BDA-Liste: 2025-06-30 Name: Wohnhaus GstNr.: 746/1, 746/2 |
| ja   | Datei hochladen | Eisenbahnstrecke Vorortelinie – Teilabschnitt Gersthof HERIS-ID: 41222 Objekt-ID: 41692                                                          | Gersthofer Straße 2 Standort KG: Gersthof                 | Die Vorortelinie wurde 1898 eröffnet und war ursprünglich ein Teil der Wiener Stadtbahn. So wie diese wurde sie nach Plänen von Otto Wagner gebaut. Nach dem Ersten Weltkrieg wurde sie jedoch nicht als Teil der Wiener Elektrischen Stadtbahn in Betrieb genommen, sondern hauptsächlich für den Güterverkehr genutzt. Erst 1987 wurde sie als S-Bahn-Linie wieder ein Teil des öffentlichen Nahverkehrs. Dabei konnten nur drei der ursprünglichen Stationen wieder genutzt werden.                                                                   | BDA-Hist.: Q1572417 Status: Bescheid Stand der BDA-Liste: 2025-06-30 Name: Eisenbahnstrecke, Wiener Vorortelinie – Teilbereich Gersthof mit Station Gersthof GstNr.: 724/2, 724/1, 729, 730, 731/1, 731/2, 731/3 Wien Gersthof train station |
| ja   | Datei hochladen | Miethaus HERIS-ID: 48847 Objekt-ID: 52403 | Gersthofer Straße 15 Standort KG: Gersthof                | Das Gebäude bildet mit Nr. 17 ein Doppelhaus und wurde 1911 nach Plänen von Karl Otto Limbach erbaut. In der stark hervorkragenden Traufe befinden sich Fachwerkeinlagen, in den Parapetfeldern Masken und am Verbindungszaun Darstellungen von Knaben mit Fruchtkränzen. | BDA-Hist.: Q38032085 Status: § 2a Stand der BDA-Liste: 2025-06-30 Name: Miethaus GstNr.: 742/2 |
| ja   | Datei hochladen | Miethaus, ehem. Lydlsches Stiftungshaus HERIS-ID: 48858 Objekt-ID: 52416                                                                         | Gersthofer Straße 125–127 Standort KG: Gersthof           | Das barocke Wohnhaus wurde 1736–1739 für Matthäus Lydl von Schwanau erbaut. Die Ende des 18. Jahrhunderts veränderte Fassade weist Putzquaderung und ein breites, profiliertes Rundbogenportal auf. | BDA-Hist.: Q38032113 Status: § 2a Stand der BDA-Liste: 2025-06-30 Name: Miethaus, ehem. Lydlsches Stiftungshaus GstNr.: 4/1 Gersthofer Straße 127                                                                                            |
| ja   | Datei hochladen | Johann Nepomuk-Kapelle, ehem. Trinitarierkirche HERIS-ID: 41224 Objekt-ID: 41694                                                                 | Gersthofer Straße 129 Standort KG: Gersthof               | Die kleine, 1736–1737 errichtete barocke Kapelle mit laternenbekrönter Kuppel und Chorturmaufsatz aus josephinischer Zeit war ursprünglich die Haus- und Grabkapelle für Matthäus Lydl von Schwanau. Im 19. Jahrhundert fungierte sie als Gersthofer Pfarrkirche. | BDA-Hist.: Q1697107 Status: Bescheid Stand der BDA-Liste: 2025-06-30 Name: Johann Nepomuk-Kapelle, ehem. Trinitarierkirche GstNr.: 6 Johannes Nepomuk chapel (Gersthofer Straße 129)                                                         |
| ja   | Datei hochladen | Miethaus HERIS-ID: 41225 Objekt-ID: 41695 | Gersthofer Straße 131 Standort KG: Gersthof               | Das spätbarocke Wohnhaus mit breitem Risalit und steingerahmtem Korbbogenportal wurde in der zweiten Hälfte des 18. Jahrhunderts erbaut. | BDA-Hist.: Q37998742 Status: Bescheid Stand der BDA-Liste: 2025-06-30 Name: Miethaus GstNr.: 11 Gersthofer Straße 131 |
| ja   | Datei hochladen | Bildstock HERIS-ID: 63573 Objekt-ID: 76244 | bei Gersthofer Straße 131 Standort KG: Gersthof           | Der gotische Tabernakel-Bildstock stammt aus der Zeit um 1460/1470. | BDA-Hist.: Q38103763 Status: § 2a Stand der BDA-Liste: 2025-06-30 Name: Bildstock GstNr.: 881/3 Bildstock Gersthof |
| ja   | Datei hochladen | Semmelweisklinik HERIS-ID: 5716 Objekt-ID: 1587                                                                                                  | Hockegasse 37 Standort KG: Gersthof                       | Die Klinik wurde 1908–1910 nach Plänen von Karl Otto Limbach und Max Haupt erbaut und ursprünglich als Findelhaus genutzt. | BDA-Hist.: Q1524923 Status: Bescheid Stand der BDA-Liste: 2025-06-30 Name: Semmelweisklinik GstNr.: 70/1, 70/5, 70/6, 70/7, 70/8, 70/9, 70/10, 70/17, 70/32 Semmelweis-Frauenklinik                                                          |
| ja   | Datei hochladen | Anlage Ehem. Orthopädisches Krankenhaus der Stadt Wien HERIS-ID: 248639 Objekt-ID: 65869                                                         | Ruhrhofergasse 4 Standort KG: Gersthof                    | Erbaut wurde das Krankenhaus 1924–1926 nach Plänen von Alfred Mautner und Johann Rothmüller. Es wurde ursprünglich als Entbindungsanstalt für die Wiener Kaufmannschaft genutzt. Es besteht aus dem eigentlichen Spital und einem Verwaltungsgebäude. Anmerkung: In Gersthof liegt nur das Verwaltungsgebäude, der restliche Teil in Hernals (siehe dort), das Gelände ist allerdings nur vom 18. Bezirk aus zu erreichen. | BDA-Hist.: Q1766922 Status: Bescheid Stand der BDA-Liste: 2025-06-30 Name: Anlage Ehem. Orthopädisches Krankenhaus der Stadt Wien GstNr.: 1157/1; 828/2 Orthopädisches Krankenhaus Gersthof                                                  |
| ja   | Datei hochladen | Schule Marianum der Kongregation der Schulbrüder HERIS-ID: 48846 Objekt-ID: 52402                                                                | Scheidlstraße 2 Standort KG: Gersthof                     | Das Schulgebäude der Schulbrüder im Heimatstil wurde 1901 nach Plänen von Gustav Neumann erbaut. | BDA-Hist.: Q38032074 Status: § 2a Stand der BDA-Liste: 2025-06-30 Name: Schule Marianum der Kongregation der Schulbrüder GstNr.: 172/15 School Marianum, Gersthof, Vienna                                                                    |
| ja   | Datei hochladen | Wohnhausanlage der Gemeinde Wien HERIS-ID: 48841 Objekt-ID: 52397 Wiener Wohnen: 1314                                                            | Schöffelgasse 69 Standort KG: Gersthof                    | Dieser Gemeindebau der Zwischenkriegszeit wurde 1931–1932 nach Plänen von Franz Wiesmann erbaut. Markant ist die Ecklösung Schöffelgasse/Bastiengasse mit Ecktürmen und verbindenden Balkonen. | BDA-Hist.: Q38032045 Status: § 2a Stand der BDA-Liste: 2025-06-30 Name: Wohnhausanlage der Gemeinde Wien GstNr.: 102/18 Wohnhausanlage Schöffelgasse 69                                                                                      |
| ja   | Datei hochladen | Hausanlage, ehem. Anna Kolb HERIS-ID: 113647seit 2022                                                                                            | Eckpergasse 28 Standort KG: Pötzleinsdorf                 | Das Eckhaus stammt aus dem Jahr 1927 von Alexander Popp. Es ist im Stil der Neuen Sachlichkeit gehalten, einziges Dekorelement ist Klinkerverkleidung in der Erdgeschoßzone. Anmerkung: Identadresse Bastiengasse 48 | BDA-Hist.: Q104603208 Status: Bescheid Stand der BDA-Liste: 2025-06-30 Name: Hausanlage, ehem. Anna Kolb GstNr.: 638/13, 639/18 |
| ja   | Datei hochladen | Gesamtanlage Schloss Pötzleinsdorf samt Pötzleinsdorfer Schlosspark mit diversen Baulichkeiten und Skulpturen HERIS-ID: 111088 Objekt-ID: 128865 | Geymüllergasse 1 Standort KG: Pötzleinsdorf               | Ursprünglich der Ricci’sche Freihof aus dem 17. Jahrhundert, wurde das Schloss 1797 vom Bankier Johann Heinrich Geymüller erworben und zu einem klassizistischen Landhaus umgebaut. Der Landschaftsgarten wurde ab 1797 durch die Gärtner Konrad A. Rosenthal und Franz Illner angelegt. | BDA-Hist.: Q110499510 Status: Bescheid Stand der BDA-Liste: 2025-06-30 Name: Anlage Schloss Pötzleinsdorf samt Park mit div. Baulichkeiten u. Skulpturen GstNr.: 80, 181/1, 553 Palace and park of Pötzleinsdorf                             |
| ja   | Datei hochladen | Villa Barwig HERIS-ID: 62714 Objekt-ID: 75290 | Hockegasse 92 Standort KG: Pötzleinsdorf                  | Die Heimatstil-Villa wurde 1912 nach Plänen von Hugo Blum für den Bildhauer Franz Barwig den Älteren erbaut. | BDA-Hist.: Q38100867 Status: Bescheid Stand der BDA-Liste: 2025-06-30 Name: Villa Barwig GstNr.: 554/210 |
| ja   | Datei hochladen | Gartenbaudenkmäler im Geymüller-Park HERIS-ID: 69921 Objekt-ID: 83016                                                                            | Khevenhüllerstraße 2 Standort KG: Pötzleinsdorf           | Im Garten des Geymüllerschlössels befinden sich Sammlungsstücke aus der ersten Hälfte des 19. Jahrhunderts, darunter Bronzeskulpturen, Steinbänke und Brunnenbecken. | BDA-Hist.: Q38123502 Status: § 2a Stand der BDA-Liste: 2025-06-30 Name: Gartenbaudenkmäler im Geymüller-Park GstNr.: 6/1 Gartenbaudenkmäler im Geymüller-Park                                                                                |
| ja   | Datei hochladen | Villa Mautner/Geymüller-Schlössl HERIS-ID: 41228 Objekt-ID: 41698                                                                                | Khevenhüllerstraße 2 Standort KG: Pötzleinsdorf           | Die Spätempire-Villa wurde 1808 für den Bankier Johann Jakob Geymüller erbaut. Seit 1965 ist sie eine Außenstelle des MAK. Sie weist einen barocken Grundriss bei gleichzeitiger Fassadierung in gotisierenden und orientalisierenden Formen auf und ist damit ein Beispiel für den Stilpluralismus des frühen 19. Jahrhunderts. | BDA-Hist.: Q1521129 Status: Bescheid Stand der BDA-Liste: 2025-06-30 Name: Villa Mautner/Geymüller-Schlössl GstNr.: 5/3, 6/1 Geymüllerschlössel                                                                                              |
| ja   | Datei hochladen | Villa/Landhaus HERIS-ID: 41229 Objekt-ID: 41699                                                                                                  | Khevenhüllerstraße 4 Standort KG: Pötzleinsdorf           | Das breitgelegte Biedermeier-Landhaus mit dominantem Dreiecksgiebel wurde um 1850 erbaut. | BDA-Hist.: Q37998771 Status: Bescheid Stand der BDA-Liste: 2025-06-30 Name: Villa/Landhaus GstNr.: 15/4 |
| ja   | Datei hochladen | Bürgerhaus HERIS-ID: 41373 Objekt-ID: 41854 | Khevenhüllerstraße 6–8 Standort KG: Pötzleinsdorf         | Das barocke Landhaus wurde 1912 nach Plänen von Anton Wimmer adaptiert und erweitert. Es war der Sommersitz Sigmund Freuds während dessen letzter Jahre in Wien. Der Altbau diente Revolutionären des Jahres 1848 als Versteck, ein Geheimgang zum Geymüller-Schlössl ist in Resten erhalten. | BDA-Hist.: Q38000024 Status: Bescheid Stand der BDA-Liste: 2025-06-30 Name: Bürgerhaus GstNr.: 15/5, 15/3, 16, 18, 19/11 |
| ja   | Datei hochladen | Bildstock HERIS-ID: 63571 Objekt-ID: 76242 | bei Pötzleinsdorfer Straße 100 Standort KG: Pötzleinsdorf | Die Säule mit Tabernakelaufsatz stammt aus der zweiten Hälfte des 17. Jahrhunderts, die Mosaikbilder aus dem Jahr 1914. | BDA-Hist.: Q38103752 Status: § 2a Stand der BDA-Liste: 2025-06-30 Name: Bildstock GstNr.: 11/1 |
| ja   | Datei hochladen | Pfarrhof HERIS-ID: 65120 Objekt-ID: 77938 | Pötzleinsdorfer Straße 108 Standort KG: Pötzleinsdorf     | Der ehemalige Pfarrhof der Ägydiuskirche wurde zuvor als Weinhauerhaus genutzt. | BDA-Hist.: Q38109263 Status: § 2a Stand der BDA-Liste: 2025-06-30 Name: Pfarrhof GstNr.: 59 |
| ja   | Datei hochladen | Pfarrhof HERIS-ID: 69916 Objekt-ID: 83011 | Schafberggasse 2 Standort KG: Pötzleinsdorf               | Der Pfarrhof der Pötzleinsdorfer Pfarrkirche wurde 1976–1977 erbaut. | BDA-Hist.: Q38123490 Status: § 2a Stand der BDA-Liste: 2025-06-30 Name: Pfarrhof GstNr.: 186/2 |
| ja   | Datei hochladen | Pötzleinsdorfer Pfarrkirche Christ König mit Glockenturm HERIS-ID: 48854 Objekt-ID: 52412                                                        | Schafberggasse 2 Standort KG: Pötzleinsdorf               | Der römisch-katholische Kirchenbau mit freistehendem Glockenturm wurde 1960–1963 nach Plänen von Karl Schwanzer erbaut. Die Eingangsfront ist verglast und durch Stahlträger rhythmisiert. In der Sakramentskapelle befindet sich ein Glasfenster nach einem Entwurf von Arnulf Rainer. | BDA-Hist.: Q2120868 Status: § 2a Stand der BDA-Liste: 2025-06-30 Name: Pötzleinsdorfer Pfarrkirche Christ König mit Glockenturm GstNr.: 186/2 Pötzleinsdorfer Pfarrkirche                                                                    |
| ja   | Datei hochladen | Villa Regenstreif (Restbaulichkeiten) HERIS-ID: 41383 Objekt-ID: 41864                                                                           | Starkfriedgasse 15 Standort KG: Pötzleinsdorf             | Erbaut wurde die Villa 1914–1916 nach Plänen von Friedrich Ohmann für den Industriellen Fritz Regenstreif. In den 1960er Jahren brannte sie ab; Gartenmauer, Zaun und Pförtnerhaus sind erhalten. | BDA-Hist.: Q2525614 Status: Bescheid Stand der BDA-Liste: 2025-06-30 Name: Villa Regenstreif (Restbaulichkeiten) GstNr.: 240/7, 240/5 Villa Regenstreif                                                                                      |
| ja   | Datei hochladen | Haus Moller, Residenz der Botschaft des Staates Israel HERIS-ID: 41397 Objekt-ID: 41880                                                          | Starkfriedgasse 19 Standort KG: Pötzleinsdorf             | Die Villa wurde 1927–1928 nach Plänen von Adolf Loos erbaut. Es handelt sich um ein Terrassenhaus mit symmetrisch gegliederter Fassade und gartenseitig gestufter Front. | BDA-Hist.: Q38000195 Status: Bescheid Stand der BDA-Liste: 2025-06-30 Name: Haus Moller, Residenz der Botschaft des Staates Israel GstNr.: 227/4 Haus Moller                                                                                 |
| ja   | Datei hochladen | Kath. Filialkirche hl. Ägidius und Grabsteine HERIS-ID: 48851 Objekt-ID: 52407                                                                   | Pötzleinsdorfer Straße 106B Standort KG: Pötzleinsdorf    | Die römisch-katholische, spätbarocke Saalkirche wurde 1752 erbaut. Sie ist ein schlichter Bau mit östlichem Turmaufsatz. Grabsteine aus dem 18. Jahrhundert befinden sich am Kirchenvorplatz. | BDA-Hist.: Q253065 Status: § 2a Stand der BDA-Liste: 2025-06-30 Name: Kath. Filialkirche hl. Ägidius und Grabsteine GstNr.: 1 Ägydiuskirche Pötzleinsdorf, Vienna                                                                            |
| ja   | Datei hochladen | Haus Rezek samt Garage mit Dachterrasse und Treppe zur Peter-Jordan-Straße sowie Umfriedungen HERIS-ID: 106983 Objekt-ID: 124261                 | Wilbrandtgasse 37 Standort KG: Pötzleinsdorf              | Die Villa mit gestuftem Flachdach und Terrassen wurde 1932–1933 im Stil der Neuen Sachlichkeit nach Plänen von Hans Glas erbaut. | BDA-Hist.: Q37809234 Status: Bescheid Stand der BDA-Liste: 2025-06-30 Name: Haus Rezek samt Garage mit Dachterrasse und Treppe zur Peter-Jordan-Straße sowie Umfriedungen GstNr.: 292/6, 292/10, 292/11 Wilbrandtgasse 37                    |
| ja   | Datei hochladen | Wohnhausanlage der Gemeinde Wien HERIS-ID: 48791 Objekt-ID: 52343 Wiener Wohnen: 1307                                                            | Anastasius-Grün-Gasse 8 Standort KG: Währing              | Identadresse Mollgasse 3–5. Dieser Gemeindebau wurde 1928–1929 nach Plänen von Franz Wiesmann errichtet. Charakteristisches Merkmal sind die Doppelloggien mit den dreieckig vorspringenden Balkonen. | BDA-Hist.: Q38031806 Status: § 2a Stand der BDA-Liste: 2025-06-30 Name: Wohnhausanlage der Gemeinde Wien GstNr.: 481/27 |
| ja   | Datei hochladen | Wasserturm HERIS-ID: 11882 Objekt-ID: 8002 | Anton-Baumann-Park Standort KG: Währing                   | Errichtet wurde der Turm 1836–1841 als Teil der Kaiser-Ferdinands-Wasserleitung nach Plänen von Paul Wilhelm Eduard Sprenger. | BDA-Hist.: Q2595972 Status: Bescheid Stand der BDA-Liste: 2025-06-30 Name: Wasserturm GstNr.: 427/1 Währinger Wasserturm |
| ja   | Datei hochladen | Doppeltor mit Aufsatz und Kandelabern HERIS-ID: 41217 Objekt-ID: 41687                                                                           | Anton-Frank-Gasse 20 Standort KG: Währing                 | Das barockisierende Gartentor gehört zur ehemaligen Villa von Erzherzog Otto, die 1873 nach Plänen des Architekten Carl von Borkowski erbaut wurde. Heute dient sie als Botschaft von Israel. | BDA-Hist.: Q37998688 Status: Bescheid Stand der BDA-Liste: 2025-06-30 Name: Doppeltor mit Aufsatz und Kandelabern GstNr.: 950/1 |
| ja   | Datei hochladen | Wohnhausanlage der Gemeinde Wien HERIS-ID: 48804 Objekt-ID: 52356 Wiener Wohnen: 1305                                                            | Antonigasse 100 Standort KG: Währing                      | Dieser Gemeindebau wurde 1926 nach Plänen von Erich Franz Leischner erbaut. Er ist ein kleinerer Anbau des Pfannenstielhofes. | BDA-Hist.: Q38031872 Status: § 2a Stand der BDA-Liste: 2025-06-30 Name: Wohnhausanlage der Gemeinde Wien GstNr.: 285/54 Wohnhausanlage Antonigasse 100                                                                                       |
| ja   | Datei hochladen | Sog. Guttenberg-Haus der Universität für Bodenkultur HERIS-ID: 97018 Objekt-ID: 112707seit 2013                                                  | Feistmantelstraße 4 Standort KG: Währing                  | Dieser freistehende blockhafte Bau mit Risalitgliederung und späthistoristisch-secessionistischer Formgebung wurde 1911 von den Gebrüdern Grünwald erbaut. Im Inneren ist das Treppengeländer mit Rautenformen und stilisierten Blättern bemerkenswert. | BDA-Hist.: Q37769302 Status: Bescheid Stand der BDA-Liste: 2025-06-30 Name: Sog. Guttenberg-Haus der Universität für Bodenkultur GstNr.: 1155/2                                                                                              |
| ja   | Datei hochladen | Wohn- und Geschäftshaus HERIS-ID: 41218 Objekt-ID: 41688                                                                                         | Gentzgasse 8 Standort KG: Währing                         | Die ehemalige Zweigstelle des Dorotheums wurde 1931 im internationalen Stil nach Plänen von Fritz Waage und Wilhelm Kroupa erbaut. | BDA-Hist.: Q37998697 Status: Bescheid Stand der BDA-Liste: 2025-06-30 Name: Wohn- und Geschäftshaus GstNr.: 1324, 1325 Dokumentationszentrum AKH                                                                                             |
| ja   | Datei hochladen | Stiftshof, ehem. Barnabitenfreihof HERIS-ID: 41219 Objekt-ID: 41689                                                                              | Gentzgasse 10 Standort KG: Währing                        | Erbaut vom 16. bis zum 18. Jahrhundert, war der Bau ursprünglich das Freihaus (Wirtschaftshof) des Barnabitenklosters St. Michael (heute Salvatorianerkolleg und Pfarrhof der Mariahilfer Kirche). 1983–1985 wurde er durch Architekt Alois Machatschek revitalisiert. Seit 1986 ist er Sitz der Schwedischen Kirche in Wien. | BDA-Hist.: Q37998708 Status: Bescheid Stand der BDA-Liste: 2025-06-30 Name: Stiftshof, ehem. Barnabitenfreihof GstNr.: 1327/1, 1327/2 Barnabitenfreihof Wien-Währing                                                                         |
| ja   | Datei hochladen | Wohnhausanlage der Gemeinde Wien HERIS-ID: 48785 Objekt-ID: 52336 Wiener Wohnen: 1303                                                            | Gentzgasse 45 Standort KG: Währing                        | Dieser Gemeindebau wurde 1926 nach Plänen von Siegmund Katz erbaut. Die stark horizontale Gliederung erfolgt durch Gesimse, der Eingang ist rundbogig gerahmt. | BDA-Hist.: Q38031748 Status: § 2a Stand der BDA-Liste: 2025-06-30 Name: Wohnhausanlage der Gemeinde Wien GstNr.: 1482 |
| ja   | Datei hochladen | Wohnhausanlage der Gemeinde Wien HERIS-ID: 48776 Objekt-ID: 52327 Wiener Wohnen: 1304                                                            | Gentzgasse 79 Standort KG: Währing                        | Dieser Gemeindebau wurde 1926–1927 nach Plänen von Ludwig Schöne erbaut. Die breite Fassade weist kupferblechgedeckte Erker, Ornamentfriese sowie im zweiten Stock Medaillons mit Tierdarstellungen auf. | BDA-Hist.: Q38031710 Status: § 2a Stand der BDA-Liste: 2025-06-30 Name: Wohnhausanlage der Gemeinde Wien GstNr.: 1450 Wohnhausanlage Gentzgasse 79                                                                                           |
| ja   | Datei hochladen | Türkenschanzpark samt Baulichkeiten HERIS-ID: 56756 Objekt-ID: 66321                                                                             | Gregor-Mendel-Straße 31 Standort KG: Währing              | Der Park im englischen Landschaftsstil wurde am 30. September 1888 vom Kaiser eröffnet. Im Zentrum errichtete man einen 23 Meter hohen Aussichtsturm in Sichtziegelbauweise, der zugleich ein kleiner Wasserspeicher war. Nach der Eingemeindung 1892 widmete 1908 die Stadt Wien Grundstücke zu einer Erweiterung des Parks. Im Zuge der Erweiterung spendete die Fürstin Pauline Metternich viele exotische Pflanzen und als Zeichen des Dankes erhielt die Aussichtswarte im Jahr 1909 den Namen „Paulinenwarte“.                                     | BDA-Hist.: Q2464508 Status: Bescheid Stand der BDA-Liste: 2025-06-30 Name: Türkenschanzpark samt Baulichkeiten GstNr.: 1144/1 Türkenschanzpark                                                                                               |
| ja   | Datei hochladen | Universität für Bodenkultur, Hauptgebäude (Gregor-Mendel-Haus) HERIS-ID: 41226 Objekt-ID: 41696                                                  | Gregor-Mendel-Straße 33 Standort KG: Währing              | Der charakteristische Universitätsbau der späten Gründerzeit wurde ab 1894 nach Plänen von Alois Koch errichtet und am 5. Dezember 1896 feierlich eröffnet. 1960 erfolgte die Benennung des Hauptgebäudes nach Gregor Mendel, gleichzeitig wurde das Chemiegebäude (axial in die Mitte des nach rückwärts offenen Hofs des Gregor-Mendel-Hauses positioniert und im Jahr 1978 mit den Flügeltrakten des Gregor-Mendel-Hauses verbunden) in Justus-von-Liebig-Haus umbenannt.                                                                             | BDA-Hist.: Q104622901 Status: Bescheid Stand der BDA-Liste: 2025-06-30 Name: Universität für Bodenkultur GstNr.: 1704 Gregor Mendel Haus |
| ja   | Datei hochladen | Wohnhausanlage der Gemeinde Wien, Pfannenstiel-Hof mit Brunnen HERIS-ID: 48805 Objekt-ID: 52357 Wiener Wohnen: 211                               | Händelgasse 12 Standort KG: Währing                       | Identadresse Kreuzgasse 87–89. Dieser Gemeindebau wurde 1924–1925 nach Plänen von Erich Franz Leischner erbaut. Die große Anlage mit flachen Fassadenerkern ist ohne Fassadenschmuck, nur über der Durchfahrt zur Antonigasse befindet sich ein Kupferrelief von Angela Stadtherr. Der Brunnen aus kubischen Blöcken stammt vom Architekten. | BDA-Hist.: Q38031883 Status: § 2a Stand der BDA-Liste: 2025-06-30 Name: Wohnhausanlage der Gemeinde Wien, Pfannenstiel-Hof mit Brunnen GstNr.: 285/14 Pfannenstielhof                                                                        |
| ja   | Datei hochladen | Volksschule HERIS-ID: 48831 Objekt-ID: 52386 | Klettenhofergasse 3 Standort KG: Währing                  | Der Neorenaissance-Monumentalbau wurde 1882 vom Wiener Stadtbauamt erbaut. | BDA-Hist.: Q38032000 Status: § 2a Stand der BDA-Liste: 2025-06-30 Name: Schule GstNr.: 425/8 Volksschule Klettenhofergasse |
| ja   | Datei hochladen | ehem. Lazaristenkloster / Kooperative Mittelschule HERIS-ID: 48816 Objekt-ID: 52370                                                              | Klostergasse 8 Standort KG: Währing                       | Identadresse Schopenhauserstraße 79. Erbaut wurde die Schule 1868–1869 als Kloster der Lazaristen, um 1890 und 1931 wurde sie aufgestockt. Der Bau weist altdeutsche Formen sowie eine Sichtziegelfassade mit Putzgliederung auf. | BDA-Hist.: Q38031953 Status: § 2a Stand der BDA-Liste: 2025-06-30 Name: ehem. Lazaristenkloster/Hauptschule GstNr.: 283/5 |
| ja   | Datei hochladen | Verwaltungs- und Wohngebäude der Remise Währing HERIS-ID: 111127 Objekt-ID: 128913                                                               | Kreuzgasse 72 Standort KG: Währing                        | Das Verwaltungsgebäude wurde in der ersten Phase der Errichtung des ehemaligen Straßenbahn-Betriebsbahnhofs erbaut. | BDA-Hist.: Q64692017 Status: Bescheid Stand der BDA-Liste: 2025-06-30 Name: Verwaltungs- und Wohngebäude der Remise Währing GstNr.: 286/74 Betriebsbahnhof Währing                                                                           |
| ja   | Datei hochladen | ehem. Betriebsbahnhof Währing / Remise Kreuzgasse HERIS-ID: 46785 Objekt-ID: 48966                                                               | Kreuzgasse 74–76 Standort KG: Währing                     | Der ehemalige Straßenbahn-Betriebsbahnhof wurde 1883 (Halle II) sowie um 1902 (Halle I und III) erbaut und 1999 aufgelassen. Die noch erhaltenen Stallungen sind das letzte repräsentative Zeugnis des Pferdestraßenbahnverkehrs in Wien. | BDA-Hist.: Q976257 Status: Bescheid Stand der BDA-Liste: 2025-06-30 Name: ehem. Betriebsbahnhof Währing/Remise Währing GstNr.: 286/18, 286/8 Betriebsbahnhof Währing                                                                         |
| ja   | Datei hochladen | Währinger Pfarrkirche hl. Gertrud HERIS-ID: 48789 Objekt-ID: 52341                                                                               | Kutschkergasse 35 Standort KG: Währing                    | Die römisch-katholische, spätbarocke Saalkirche aus dem Jahr 1753 hat einen Erweiterungsbau aus dem Jahr 1934 nach Plänen von Karl Holey. Die spätbarocke Kirche fungiert dabei als heutiges Querhaus. Der Erweiterungsbau ist als Langhaus, wobei der nördliche Abschnitt als höherer Querbau ausgeführt ist. | BDA-Hist.: Q1498607 Status: § 2a Stand der BDA-Liste: 2025-06-30 Name: Währinger Pfarrkirche hl. Gertrud GstNr.: 1539 Währinger Pfarrkirche                                                                                                  |
| ja   | Datei hochladen | Polytechnische Schule Leitermayergasse HERIS-ID: 48820 Objekt-ID: 52374                                                                          | Leitermayergasse 47 Standort KG: Währing                  | Der Neorenaissance-Monumentalbau wurde 1897 vom Wiener Stadtbauamt erbaut. Die Fassade weist genutete Lisenen und Fruchtgirlanden auf. | BDA-Hist.: Q38031963 Status: § 2a Stand der BDA-Liste: 2025-06-30 Name: Bundesrealgymnasium GstNr.: 300/33 Polytechnische Schule Leitermayergasse                                                                                            |
| ja   | Datei hochladen | Evang. Pfarrkirche A.B., Lutherkirche HERIS-ID: 48827 Objekt-ID: 52381                                                                           | Lutherhof 1 Standort KG: Währing                          | Der evangelisch-lutherische, neugotische Kirchenbau wurde 1896–1898 nach Plänen von Theodor Bach und Ludwig Schöne erbaut. Es ist ein Backsteinbau, dessen Fassade von einem hohen, schlanken Turm dominiert wird. Die Ausstattung stammt aus der Bauzeit, die Fenster größtenteils aus den 1960er Jahren. | BDA-Hist.: Q1877966 Status: § 2a Stand der BDA-Liste: 2025-06-30 Name: Evang. Pfarrkirche A.B., Lutherkirche GstNr.: 1601 Lutherkirche (Wien)                                                                                                |
| ja   | Datei hochladen | Lutherhof/Schule HERIS-ID: 48828 Objekt-ID: 52383                                                                                                | Lutherhof 1 Standort KG: Währing                          | Die L-förmige, neugotische Anlage bei der Lutherkirche wurde 1894–1895 nach Plänen von Theodor Bach und Ludwig Schöne erbaut. Sie weist Sichtziegelverkleidung auf, die Fenster sind mit Spitzgiebeln und Säulchen eingerahmt. | BDA-Hist.: Q38031991 Status: § 2a Stand der BDA-Liste: 2025-06-30 Name: Lutherhof/Schule GstNr.: 1601 |
| ja   | Datei hochladen | Koptisch-Orthodoxe Kirche, ehem. kath. Klosterkirche hl. Muttergottes HERIS-ID: 41380seit 2024                                                   | Martinstraße 79 Standort KG: Währing                      | Die neugotische Kapelle im Hof des Hauses, das in den frühen 1980ern das Ordenshaus ersetzte, stammt aus dem Jahr 1907 von Gustav Neumann. Das einschiffige Langhaus mit Seitenkapellen geht in einen gleichhohen Chor mit Anbauten über. Die Außenwände weisen abgetrepptes Strebewerk auf, das Satteldach mit Dachreiter ist über dem Chor abgewalmt und geht an den Seitenkapellen in Pultdächer über. Die Ostfassade ist von einem fünfbahnigen Maßwerkfenster dominiert. Auch das Innere ist in einem sehr reduzierten hochgotischen Stil gehalten. | BDA-Hist.: Q126122422 Status: Bescheid Stand der BDA-Liste: 2025-06-30 Name: Koptisch-Orthodoxe Kirche, ehem. kath. Klosterkirche hl. Muttergottes GstNr.: 1549/2                                                                            |
| ja   | Datei hochladen | Amtshaus für den XVIII. Bezirk HERIS-ID: 48787 Objekt-ID: 52338                                                                                  | Martinstraße 100 Standort KG: Währing                     | Der Neorenaissance-Monumentalbau wurde 1890–1891 nach Plänen von Moritz und Karl Hinträger erbaut. Er ist in den Formen der deutschen Renaissance gehalten und weist einen repräsentativen Mittelrisaliten sowie einen südseitigen Turmaufsatz mit Spitzhelm und Laterne auf. Die Säulen im Foyer enden in üppigen floralen Kapitellen. Der Festsaal ist in repräsentativen Neorenaissance-Formen gehalten. | BDA-Hist.: Q38031756 Status: § 2a Stand der BDA-Liste: 2025-06-30 Name: Amtshaus für den XVIII. Bezirk GstNr.: 1479 Währing district office                                                                                                  |
| ja   | Datei hochladen | Villa Schapira HERIS-ID: 62720 Objekt-ID: 75296                                                                                                  | Max-Emanuel-Straße 17 Standort KG: Währing                | Erbaut wurde die Villa 1922 durch die Baugesellschaft Carl Korn in barockisierendem Heimatstil. | BDA-Hist.: Q38100895 Status: § 2a Stand der BDA-Liste: 2025-06-30 Name: Villa/Landhaus GstNr.: 1083/2 |
| ja   | Datei hochladen | Pfarrhaus St. Gertrud HERIS-ID: 48788 Objekt-ID: 52339                                                                                           | Maynollogasse 3 Standort KG: Währing                      | Erbaut wurde das Haus 1884 nach Plänen von Adolf Endl. Seit 1913 fungiert es als Pfarrhaus der Währinger Pfarrkirche. | BDA-Hist.: Q38031767 Status: § 2a Stand der BDA-Liste: 2025-06-30 Name: Pfarrhaus St. Gertrud GstNr.: 225/31, 225/38 |
| ja   | Datei hochladen | Albertus-Magnus-Studentenheim der Marianisten HERIS-ID: 48794 Objekt-ID: 52346                                                                   | Michaelerstraße 8 Standort KG: Währing                    | Erbaut wurde das Studentenheim 1915–1916 nach Plänen von Richard Jordan und Max Haupt. Die Portalachse ist in barockisierenden Formen gehalten. 1953–1954 wurde im ersten Stock eine Kapelle eingerichtet. | BDA-Hist.: Q38031815 Status: § 2a Stand der BDA-Liste: 2025-06-30 Name: Schule GstNr.: 482/3 Albertus-Magnus-Studentenheim |
| ja   | Datei hochladen | Miethaus, ehem. Ledigenheim (Studierendenheim der Akademikerhilfe) HERIS-ID: 48790 Objekt-ID: 52342                                              | Michaelerstraße 9, 13 Standort KG: Währing                | Erbaut wurde das Heim 1927–1928 nach Plänen von Clemens Holzmeister als Ledigenheim. Die schlichte Anlage ist straßenseitig durch Zwerchgiebeln überhöht. | BDA-Hist.: Q38031792 Status: § 2a Stand der BDA-Liste: 2025-06-30 Name: Miethaus, ehem. Ledigenheim GstNr.: 12/3, 12/6 Heim für Studierende der Akademikerhilfe, Währing                                                                     |
| ja   | Datei hochladen | Schule (Lehrerbildungsanstalt der Marianisten) HERIS-ID: 48795 Objekt-ID: 52347                                                                  | Michaelerstraße 10 Standort KG: Währing                   | Der breitgelagerte Bau mit schlichten gotisierenden Formen und einem seichten Mittelrisaliten mit Giebel wurde 1891 nach Plänen von Ludwig Zatzka erbaut. | BDA-Hist.: Q38031826 Status: § 2a Stand der BDA-Liste: 2025-06-30 Name: Schule GstNr.: 482/2 Lehrerbildungsanstalt der Marianisten, Währing                                                                                                  |
| ja   | Datei hochladen | Kommunaler Wohnbau, Lindenhof und Brunnen HERIS-ID: 48806 Objekt-ID: 52358 Wiener Wohnen: 212                                                    | Paulinengasse 9 Standort KG: Währing                      | Identadressen Kreuzgasse 78–80, Simonygasse 2a. Dieser Gemeindebau wurde 1924–1925 nach Plänen von Karl Ehn erbaut. Er ist um den ehemaligen Czartoryski-Park gebaut, der nun seinen Innenhof darstellt. Hofseitig ist der Bau reich dekoriert, insbesondere sind die Loggienfenster durchgehend mit keramischen Platten dekoriert. Über den Portalen zur Paulinen- und Simonygasse befindet sich je eine Plastik von Josef Franz Riedl. Im Hof gibt es einen Zierbrunnen mit einer Bronzeplastik von Fritz Zerritisch.                                  | BDA-Hist.: Q1826098 Status: § 2a Stand der BDA-Liste: 2025-06-30 Name: Wohnhausanlage der Gemeinde Wien, Lindenhof und Brunnen GstNr.: 285/21 Lindenhof, Wien                                                                                |
| ja   | Datei hochladen | Wohnhaus, Kleinwohnobjekt HERIS-ID: 23373 Objekt-ID: 19725                                                                                       | Paulinengasse 11 Standort KG: Währing                     | Das eingeschoßige Wohngebäude wurde in der ersten Hälfte des 20. Jahrhunderts erbaut. | BDA-Hist.: Q37876007 Status: Bescheid Stand der BDA-Liste: 2025-06-30 Name: Wohnhaus, Kleinwohnobjekt GstNr.: 285/51, 285/62 |
| ja   | Datei hochladen | Brunnen HERIS-ID: 63487 Objekt-ID: 76155 | bei Richard-Kralik-Platz 2 Standort KG: Währing           | Die Natursteinplastik von Robert Ullmann stammt aus dem Jahr 1954. | BDA-Hist.: Q38103517 Status: § 2a Stand der BDA-Liste: 2025-06-30 Name: Brunnen GstNr.: 1252/2 Richard-Kralik-Brunnen |
| ja   | Datei hochladen | Ehem. Währinger Ortsfriedhof HERIS-ID: 63578 Objekt-ID: 76249                                                                                    | Schubertpark Standort KG: Währing                         | Der ehemalige Ortsfriedhof bildet seit 1924 einen Teil des Währinger Schubertparks. Erhalten sind unter anderem barocke, biedermeierliche und frühhistoristische Grabsteine. | BDA-Hist.: Q38103794 Status: § 2a Stand der BDA-Liste: 2025-06-30 Name: Ehem. Währinger Ortsfriedhof GstNr.: 248/1, 248/2 Währinger Ortsfriedhof                                                                                             |
| ja   | Datei hochladen | Ehem. Amtsgebäude des Bezirkspolizeikommissariats HERIS-ID: 48773 Objekt-ID: 52324                                                               | Schulgasse 88 Standort KG: Währing                        | Erbaut wurde das ehemalige Kommissariat 1905–1906 im Secessionsstil nach Plänen von Karl Holzer. Es weist eine abgerundete Ecke und kräftige Gesimsgliederung auf. Die Obergeschoße sind durch grüne Fliesen akzentuiert. | BDA-Hist.: Q38031701 Status: Bescheid Stand der BDA-Liste: 2025-06-30 Name: Ehem. Amtsgebäude des Bezirkspolizeikommissariats GstNr.: 280, 275/5 Polizeiinspektion Schulgasse                                                                |
| ja   | Datei hochladen | Albertus-Magnus-Schule der Gesellschaft Mariae HERIS-ID: 48797 Objekt-ID: 52349                                                                  | Semperstraße 45 Standort KG: Währing                      | Erbaut wurde die Schule 1893–1894 nach Plänen von Johann Nepomuk Scheiringer. Das Innere wurde 1953–1954 umgestaltet. Die genutete Fassade weist zwei seitliche Giebelrisalite auf. Im dritten Stock befindet sich eine Kapelle aus der Bauzeit. | BDA-Hist.: Q38031833 Status: § 2a Stand der BDA-Liste: 2025-06-30 Name: Albertus-Magnus-Schule der Gesellschaft Mariae GstNr.: 482/5 Albertus-Magnus-Schule, Währing                                                                         |
| ja   | Datei hochladen | Wandbild – Befreiung Österreichs HERIS-ID: 63663 Objekt-ID: 76349                                                                                | Simonygasse 2a Standort KG: Währing                       | Das Mosaikwandbild des Malers Carry Hauser stammt aus den Jahren 1949–1956. | BDA-Hist.: Q38103968 Status: § 2a Stand der BDA-Liste: 2025-06-30 Name: Wandbild – Befreiung Österreichs GstNr.: 285/21 Befreiung Österreichs (Carry Hauser)                                                                                 |
| ja   | Datei hochladen | Bundesrealgymnasium HERIS-ID: 48815 Objekt-ID: 52369                                                                                             | Staudgasse 80 Standort KG: Währing                        | Identadressen Klostergasse 21–25, Vinzenzgasse 5. Erbaut wurde die Schule 1906 vom Hochbau-Departement der k.k. nö. Statthalterei. Es handelt sich um einen schlichten Baublock mit Nutung und Mansard-Attika. | BDA-Hist.: Q38031934 Status: § 2a Stand der BDA-Liste: 2025-06-30 Name: Bundesrealgymnasium GstNr.: 282/4 |
| ja   | Datei hochladen | Cottageviertel: Villa Schmutzer HERIS-ID: 41399 Objekt-ID: 41882                                                                                 | Sternwartestraße 62–64 Standort KG: Währing               | Die Heimatstil-Villa in neobarocken Formen mit geschwungener Hauptfassade zwischen Seitenrisaliten wurde 1909–1910 nach Plänen von Robert Oerley erbaut. | BDA-Hist.: Q60720398 Status: Bescheid Stand der BDA-Liste: 2025-06-30 Name: Villa Schmutzer GstNr.: 990/1, 991/1 Villa Schmutzer |
| ja   | Datei hochladen | Cottageviertel: Villa Gessner HERIS-ID: 48765 Objekt-ID: 52314                                                                                   | Sternwartestraße 70 Standort KG: Währing                  | Erbaut wurde die Villa 1907 nach Plänen von Hubert Gessner als dessen Wohnhaus und Atelier. Es handelt sich um einen kubischen Bau mit vorkragender kassettierter Traufe und Bay windows. Die Ecken sind durch Pfeilern mit Vasenaufsätzen betont. | BDA-Hist.: Q60720937 Status: Bescheid Stand der BDA-Liste: 2025-06-30 Name: Villa Gessner GstNr.: 1182, 1715 Villa Gessner |
| ja   | Datei hochladen | Cottageviertel: Universitätssternwarte Wien mit Nebengebäuden HERIS-ID: 48762 Objekt-ID: 52311                                                   | Sternwartestraße 77 Standort KG: Währing                  | Der historistische Monumentalbau wurde 1874–1880 nach Plänen von Ferdinand Fellner erbaut. Nebengebäude sind der Äquatorial coudé (erbaut 1889–1890, Architekten: Büro Fellner & Helmer) und das Astrographengebäude (erbaut 1897–1907). | BDA-Hist.: Q532127 Status: § 2a Stand der BDA-Liste: 2025-06-30 Name: Universitätssternwarte mit Nebengebäude GstNr.: 533, 520/2, 520/3, 520/4 Vienna University Observatory                                                                 |
| ja   | Datei hochladen | Haus Arnold, Botschaftsresidenz des Großherzogtums Luxemburg HERIS-ID: 48761seit 2021                                                            | Sternwartestraße 83 Standort KG: Währing                  | Das ehemalige Haus Arnold wurde 1926 von Lois Welzenbacher erbaut und ist das einzige Werk des Architekten in Wien, das nicht gemeinsam mit einem anderen Architekten realisiert wurde. Markant ist die konkave Front mit dem von Säulen getragenen Balkon. Anmerkung: Identadresse Severin-Schreiber-Gasse 8 | BDA-Hist.: Q104603286 Status: Bescheid Stand der BDA-Liste: 2025-06-30 Name: Haus Arnold, Botschaft des Großherzogtums Luxemburg GstNr.: 1128/2                                                                                              |
| ja   | Datei hochladen | Cottageviertel: Villa/Landhaus HERIS-ID: 63557 Objekt-ID: 76228                                                                                  | Türkenschanzstraße 23 Standort KG: Währing                | Erbaut wurde die Villa 1907 nach Plänen von Robert Oerley. Dominant ist die auskragende Dachpartie mit verbrettertem Giebel und Fachwerkeinlagen. | BDA-Hist.: Q60733228 Status: Bescheid Stand der BDA-Liste: 2025-06-30 Name: Villa/Landhaus GstNr.: 1180, 1712 Türkenschanzstraße 23 |
| ja   | Datei hochladen | Lazaristenkirche Pfarr- und Ordenskirche hl. Severin HERIS-ID: 48814 Objekt-ID: 52368                                                            | Vinzenzgasse 3 Standort KG: Währing                       | Die römisch-katholische, neugotische Hallenkirche wurde von 1876 bis 1878 nach Plänen von Friedrich von Schmidt erbaut. Sie ist im Sichtziegelstil gehalten und hat zur Straße hin eine mächtige Doppelturmfassade. Der polygonale Chor hat die gleiche Traufhöhe wie das Mittelschiff. Die Einrichtung stammt einheitlich aus der Bauzeit. | BDA-Hist.: Q1647358 Status: § 2a Stand der BDA-Liste: 2025-06-30 Name: Lazaristenkirche Pfarr- und Ordenskirche hl. Severin GstNr.: 291/11, 291/12, 291/13, 291/14 Lazaristenkirche, Währing                                                 |
| ja   | Datei hochladen | Straßenbahnremise Gürtel HERIS-ID: 48801 Objekt-ID: 52353                                                                                        | Währinger Gürtel 131, 133 Standort KG: Währing            | Errichtet wurde die Remise im Sichtziegelstil ab etwa 1900: die Halle II 1902–1903, die Halle III 1907 und die Halle I 1913. | BDA-Hist.: Q38031859 Status: Bescheid Stand der BDA-Liste: 2025-06-30 Name: Straßenbahnremise Gürtel GstNr.: 448/2 Betriebsbahnhof Währinger Gürtel                                                                                          |
| ja   | Datei hochladen | Ehemaliger Allgemeiner Währinger Friedhof HERIS-ID: 63664 Objekt-ID: 76350                                                                       | Währinger Park/Gräberhain Standort KG: Währing            | Der Friedhof wurde 1897 aufgelassen, seit 1924 befindet sich hier der Währinger Park. Darin liegt ein Gräberhain mit Biedermeier- und frühhistoristischen Grabsteinen. | BDA-Hist.: Q38103979 Status: § 2a Stand der BDA-Liste: 2025-06-30 Name: Ehem. Friedhof GstNr.: 477/12 Währinger Park |
| ja   | Datei hochladen | Wohnhausanlage der Gemeinde Wien HERIS-ID: 48780 Objekt-ID: 52331 Wiener Wohnen: 1302                                                            | Weimarer Straße 1 Standort KG: Währing                    | Dieser Gemeindebau wurde 1924–1925 nach Plänen von Karl Dirnhuber errichtet. Markant ist die turmartige Eckverbauung mit den geschwungenen Loggien. | BDA-Hist.: Q38031730 Status: § 2a Stand der BDA-Liste: 2025-06-30 Name: Wohnhausanlage der Gemeinde Wien GstNr.: 1565 |
| ja   | Datei hochladen | Wohnhausanlage der Gemeinde Wien HERIS-ID: 48783 Objekt-ID: 52334 Wiener Wohnen: 1309                                                            | Weimarer Straße 8–10 Standort KG: Währing                 | Dieser Gemeindebau wurde 1928–1929 nach Plänen von Konstantin Peller errichtet. Der Mittelrisalit ist durch Rundbogenloggien akzentuiert, durch einen im ersten Obergeschoß durchlaufenden Balkon ist er mit den Seitenloggien verbunden. Die Sockelzone ist mit Klinker ausgekleidet und weist expressionistische Dekordetails auf. Markant an der Hofseite sind die turmartigen, halbkreisförmigen Balkongruppen. | BDA-Hist.: Q38031739 Status: § 2a Stand der BDA-Liste: 2025-06-30 Name: Wohnhausanlage der Gemeinde Wien GstNr.: 1552 Wohnhausanlage Weimarer Straße 8-10                                                                                    |
| ja   | Datei hochladen | Figurenbildstock hl. Maria Immaculata HERIS-ID: 63575 Objekt-ID: 76246                                                                           | bei Kutschkergasse 35 Standort KG: Währing                | Der Bildstock bei der Währinger Pfarrkirche wurde 1813 errichtet und 1935 restauriert. | BDA-Hist.: Q38103773 Status: § 2a Stand der BDA-Liste: 2025-06-30 Name: Figurenbildstock hl. Maria Immaculata GstNr.: 1539 Marienstatue Gertrudplatz                                                                                         |
| ja   | Datei hochladen | Eisenbahnstrecke, Wiener Vorortelinie – Teilbereich Währing HERIS-ID: 62017 Objekt-ID: 74522                                                     | Standort KG: Währing                                      | In Währing verkehrt die Vorortelinie größtenteils unterirdisch, nur im Bereich des Türkenschanzparks gibt es ein kurzes Stück als Einschnittbahn. (Objekterklärung unter KG Gersthof) | BDA-Hist.: Q64026423 Status: Bescheid Stand der BDA-Liste: 2025-06-30 Name: Eisenbahnstrecke, Wiener Vorortelinie – Teilbereich Währing GstNr.: 1038/1, 1038/2, 1038/4, 1038/5, 1039, 1124, 1143/1, 1143/2 Vorortelinie                      |
| ja   | Datei hochladen | Ehem. Währinger Bürgertheater HERIS-ID: 48766 Objekt-ID: 52316                                                                                   | Gentzgasse 119 Standort KG: Weinhaus                      | Das Theatergebäude wurde um 1910 im Secessionsstil erbaut. Es weist geometrischen Dekor auf. | BDA-Hist.: Q38031629 Status: Bescheid Stand der BDA-Liste: 2025-06-30 Name: Ehem. Währinger Bürgertheater GstNr.: 234 |
| ja   | Datei hochladen | Weinhauser Pfarrkirche hl. Josef HERIS-ID: 48771 Objekt-ID: 52322                                                                                | Gentzgasse 140 Standort KG: Weinhaus                      | Die römisch-katholische, neugotische Hallenkirche mit Einturmfassade wurde nach Plänen von Friedrich von Schmidt erbaut. Die Grundsteinlegung erfolgte am 16. September 1883 und die Fertigstellung der Kirche 1893, wobei die Weihe des Gotteshauses durch Fürsterzbischof Cölestin Josef Ganglbauer bereits am 12. Mai 1889 erfolgte. Sie ist ein klar strukturierter Sichtziegelbau mit schlichten neogotischen Formen und sparsamen Hausteindekor. Die Einrichtung stammt größtenteils aus der Bauzeit.                                              | BDA-Hist.: Q2556166 Status: § 2a Stand der BDA-Liste: 2025-06-30 Name: Weinhauser Pfarrkirche hl. Josef GstNr.: .95 Weinhauser Pfarrkirche                                                                                                   |
| ja   | Datei hochladen | Pfarrhof HERIS-ID: 48769 Objekt-ID: 52320 | Gentzgasse 140 Standort KG: Weinhaus                      | Der rechtsseitige Pfarrhof der Weinhauser Pfarrkirche wurde 1892 nach Plänen von Franz Keindl errichtet. | BDA-Hist.: Q38031671 Status: § 2a Stand der BDA-Liste: 2025-06-30 Name: Pfarrhof GstNr.: .94 |
| ja   | Datei hochladen | Pfarrhof HERIS-ID: 48770 Objekt-ID: 52321 | Gentzgasse 142 Standort KG: Weinhaus                      | Der linksseitige Pfarrhof der Weinhauser Pfarrkirche wurde 1913 nach Plänen von Josef Schmalzhofer errichtet. | BDA-Hist.: Q38031680 Status: § 2a Stand der BDA-Liste: 2025-06-30 Name: Pfarrhof GstNr.: .127 |
| ja   | Datei hochladen | Eisenbahnstrecke, Wiener Vorortelinie – Teilbereich Weinhaus mit Station Gersthof HERIS-ID: 62016 Objekt-ID: 74521                               | Gersthofer Straße 2 Standort KG: Weinhaus                 | Ein kurzes Stück südlich des Bahnhofs Gersthof führt die Vorortelinie durch Weinhaus (Objekterklärung siehe unter KG Gersthof). | BDA-Hist.: Q64026422 Status: Bescheid Stand der BDA-Liste: 2025-06-30 Name: Eisenbahnstrecke, Wiener Vorortelinie – Teilbereich Weinhaus GstNr.: 100/1, 100/2, 100/3, 101/1, 101/2, 101/3, 101/4, 101/5, 101/6, 101/7 Vorortelinie           |
| ja   | Datei hochladen | Wohnhausanlage der Gemeinde Wien HERIS-ID: 48767 Objekt-ID: 52317 Wiener Wohnen: 1310                                                            | Köhlergasse 1–3 Standort KG: Weinhaus                     | Identadresse Währinger Straße 176. Dieser Gemeindebau wurde 1929–1930 nach Plänen von Paul Fischel und Heinz Siller errichtet. Es handelt sich um eine sachliche Eckverbauung mit eingesetzten Loggien. | BDA-Hist.: Q38031638 Status: § 2a Stand der BDA-Liste: 2025-06-30 Name: Wohnhausanlage der Gemeinde Wien GstNr.: 210 |
| ja   | Datei hochladen | Ganztagsvolksschule Köhlergasse HERIS-ID: 48772 Objekt-ID: 52323                                                                                 | Köhlergasse 9 Standort KG: Weinhaus                       | Erbaut wurde die Schule 1977–1990 nach Plänen von Hans Hollein. | BDA-Hist.: Q1493756 Status: § 2a Stand der BDA-Liste: 2025-06-30 Name: Volksschule GstNr.: .64 Ganztagsvolksschule Köhlergasse |
| ja   | Datei hochladen | Bürgerhaus, Haus Malfatti HERIS-ID: 41375 Objekt-ID: 41856                                                                                       | Lacknergasse 79 Standort KG: Weinhaus                     | Das Bürgerhaus des Mediziners Johann Malfatti stammt im Kern aus der zweiten Hälfte des 18. Jahrhunderts. Eine Tafel am Haus erinnert daran, dass der österreichische Physiker Johann Josef Loschmidt hier lebte (1890–1895). | BDA-Hist.: Q38000036 Status: Bescheid Stand der BDA-Liste: 2025-06-30 Name: Bürgerhaus, Haus Malfatti GstNr.: .16 Haus Malfatti |
| ja   | Datei hochladen | Bürgerhaus HERIS-ID: 41376 Objekt-ID: 41857 | Lacknergasse 81 Standort KG: Weinhaus                     | Das im Kern aus der zweiten Hälfte des 18. Jahrhunderts stammende Bürgerhaus wurde 1871 erweitert. | BDA-Hist.: Q38000043 Status: Bescheid Stand der BDA-Liste: 2025-06-30 Name: Bürgerhaus GstNr.: .15 Bürgerhaus Lacknergasse 81 |
| ja   | Datei hochladen | Bürgerhaus, Zum Roten Löwen HERIS-ID: 41377 Objekt-ID: 41858                                                                                     | Lacknergasse 83 Standort KG: Weinhaus                     | Im Kern stammt das Bürgerhaus aus der zweiten Hälfte des 18. Jahrhunderts, die Fassade und Buntglasfenster aus der Zeit um 1890. | BDA-Hist.: Q38000055 Status: Bescheid Stand der BDA-Liste: 2025-06-30 Name: Bürgerhaus, Zum Roten Löwen GstNr.: .14/1, .14/3 Bürgerhaus Zum roten Löwen, Weinhaus                                                                            |
| ja   | Datei hochladen | Bürgerhaus HERIS-ID: 41378 Objekt-ID: 41859 | Lacknergasse 85 Standort KG: Weinhaus                     | Das vorstädtische Bürgerhaus stammt im Kern aus der zweiten Hälfte des 18. Jahrhunderts. Es weist eine schlichte Plattenstilfassade und eine Pawlatsche im Hof auf. | BDA-Hist.: Q38000065 Status: Bescheid Stand der BDA-Liste: 2025-06-30 Name: Bürgerhaus GstNr.: .13 Bürgerhaus Lacknergasse 85 |
| ja   | Datei hochladen | Caritas-Haus St. Josef HERIS-ID: 41379 Objekt-ID: 41860                                                                                          | Lacknergasse 98 Standort KG: Weinhaus                     | Die ehemalige Kinderschutzstation, ein Neoempire-Stahlbetonbau in streng stilisierten Formen mit Pilastergliederung und secessionistischem Friesdekor, wurde 1907 nach Plänen von Jože Plečnik erbaut. | BDA-Hist.: Q38000084 Status: Bescheid Stand der BDA-Liste: 2025-06-30 Name: Bürgerhaus, Heim, ehem. Kinderschutzstation GstNr.: .19/1 Lacknergasse 98, Vienna                                                                                |
| ja   | Datei hochladen | Wohnhausanlage der Gemeinde Wien, Toepler-Hof HERIS-ID: 48808 Objekt-ID: 52361 Wiener Wohnen: 213                                                | Paulinengasse 15 Standort KG: Weinhaus                    | Identadresse Währinger Straße 169–171. Dieser Gemeindebau wurde 1927–1928 nach Plänen von Konstantin Peller erbaut. Die breite Eckverbauung hat einen turmartigen Aufbau mit Rundbogenloggien. Zur Paulinengasse hin haben die Fenster florale Einfassungen. | BDA-Hist.: Q38031909 Status: § 2a Stand der BDA-Liste: 2025-06-30 Name: Wohnhausanlage der Gemeinde Wien, Toepler-Hof GstNr.: .144 |
| ja   | Datei hochladen | Wohnhausanlage der Gemeinde Wien HERIS-ID: 63501 Objekt-ID: 76170 Wiener Wohnen: 1300                                                            | Staudgasse 80A Standort KG: Weinhaus                      | Dieser Gemeindebau wurde 1923 nach Plänen von Josef Bittner errichtet. Es handelt sich um eine abgerundete Eckverbauung mit einem Giebel oberhalb des Eingangs. | BDA-Hist.: Q38103558 Status: § 2a Stand der BDA-Liste: 2025-06-30 Name: Wohnhausanlage der Gemeinde Wien GstNr.: .134 |
| ja   | Datei hochladen | Miethaus, Johanneshof HERIS-ID: 41400 Objekt-ID: 41883                                                                                           | Währinger Straße 170, 170A Standort KG: Weinhaus          | Das Doppelmiethaus wurde 1899–1901 nach Plänen von Josef Ludwig erbaut. Die Dekorelemente sind teilweise secessionistisch, weiters befinden sich auf der Fassade zwei barockisierende Schmiedeeisengitter. In einer Nische befindet sich eine Johannes-Nepomuk-Statue aus der Mitte des 18. Jahrhunderts. | BDA-Hist.: Q38000213 Status: Bescheid Stand der BDA-Liste: 2025-06-30 Name: Miethaus, Johanneshof GstNr.: 205, 206 Johanneshof, Währing |
| ja   | Datei hochladen | Hans-Radl-Schule, Plastik HERIS-ID: 48809 Objekt-ID: 52362 Wien Kulturgut: 41495                                                                 | Währinger Straße 173–181 Standort KG: Weinhaus            | Das Schulgebäude wurde 1958–1959 an Stelle des 1955 abgetragenen Czartoryski-Schlössels nach Plänen von Viktor Adler erbaut. Die Figurengruppe vor dem Eingang stammt von Gertrude Fronius aus dem Jahr 1959. | BDA-Hist.: Q38031919 Status: § 2a Stand der BDA-Liste: 2025-06-30 Name: Hans Radl Schule, Plastik GstNr.: 285/13, 285/60, .5 Stehende Frau mit zwei Kindern by Gertrude Fronius                                                              |
| ja   | Datei hochladen | Wohnhausanlage der Gemeinde Wien HERIS-ID: 48768 Objekt-ID: 52319 Wiener Wohnen: 1306                                                            | Währinger Straße 188–190 Standort KG: Weinhaus            | Dieser Gemeindebau wurde 1926–1928 nach Plänen von Michael Rosenauer errichtet. Um einen tieferliegenden Hof herum liegen Trakte mit Eckbalkonen, die sonst schmucklos sind. | BDA-Hist.: Q38031648 Status: § 2a Stand der BDA-Liste: 2025-06-30 Name: Wohnhausanlage der Gemeinde Wien GstNr.: .42 |
| ja   | Datei hochladen | Rosenkranzweg HERIS-ID: 65121 Objekt-ID: 77939                                                                                                   | Gentzgasse 140, bei Standort KG: Weinhaus                 | Die Anlage hinter der Weinhauser Pfarrkirche aus 15 Bildstöcken (mit Reliefs von Rochus Haas, 1892) sowie Josefsgrotte und Lourdesgrotte wurde um 1890 nach Plänen von Josef Schmalzhofer errichtet. | BDA-Hist.: Q38109274 Status: § 2a Stand der BDA-Liste: 2025-06-30 Name: Rosenkranzweg GstNr.: 63/7 Rosenkranzweg, Weinhaus |

## Ehemalige Denkmäler
| Foto |                 | Denkmal                                                                       | Standort                                                     | Beschreibung | Metadaten |
| ---- | --------------- | ----------------------------------------------------------------------------- | ------------------------------------------------------------ | --- | --- |
| ja   | Datei hochladen | Aufbahrungshalle, Friedhof Neustift HERIS-ID: 99319 Objekt-ID: 115432bis 2020 | bei Pötzleinsdorfer Höhe 11-13 Standort KG: Neustift am Wald | Die Halle wurde 1936 erbaut und nach 1945 verändert. Sie ist eine Rechteckhalle mit hohem Spitzgiebel, der ein Relief Himmelfahrt Christi aufweist. | BDA-Hist.: Q1981721 Status: § 2a Stand der BDA-Liste: 2020-02-29 Name: Aufbahrungshalle, Friedhof Neustift GstNr.: 420/1 Halle 1, Neustifter Friedhof |